# Saint-Étienne-de-Lisse
Saint-Étienne-de-Lisse är en kommun i departementet Gironde i regionen Nouvelle-Aquitaine i sydvästra Frankrike. Kommunen ligger i kantonen Castillon-la-Bataille som tillhör arrondissementet Libourne. År 2022 hade Saint-Étienne-de-Lisse 181 invånare.

## Befolkningsutveckling
Antalet invånare i kommunen Saint-Étienne-de-Lisse
Referens:INSEE